# Vittorio Somenzi
Vittorio Somenzi (Redondesco, 2 aprile 1918 – Roma, 1º dicembre 2003) è stato un filosofo e epistemologo italiano.

## Biografia
Ufficiale meteorologo dell'Aeronautica, dopo aver partecipato alla Resistenza, lavorò all'ufficio studi dello Stato maggiore. Dal 1956 al 1966 si divise tra la carriera militare e quella accademica, optando infine per la cattedra di filosofia della scienza nell'Università degli Studi di Roma che tenne fino al 1988.  Tra i suoi allievi vi fu Roberto Cordeschi.

## Pensiero
Partendo da un interesse per l'operazionismo di Percy Williams Bridgman, diresse i suoi studi teorici alla cibernetica e fu tra i primi in Italia a interessarsi di intelligenza artificiale e a studiare i rapporti mente-cervello e mente-macchina.

## Opere principali
- Scritti italiani di filosofia della scienza, Milano, Fratelli Bocca, 1954
- I fondamenti filosofici della meccanica quantistica, Milano, Fratelli Bocca, 1955
- L' operazionismo in fisica, Milano, Edizioni di Comunità, 1958
- La scienza nel suo sviluppo storico, Torino, ERI, 1960
- La filosofia degli automi, a cura di Vittorio Somenzi con Roberto Cordeschi, Torino, Boringhieri, 1986 (prima edizione, a cura del solo Somenzi, Boringhieri, 1965)
- Tra fisica e filosofia. Scritti 1941-1965, a cura di Roberto Donolato, Abano Terme, Piovan, 1989
- La materia pensante, Milano, CLUP CittàStudi, 1991. ISBN 88-251-0038-8.